# Młody M
Młody M, właśc. Łukasz Pietrzak (ur. 3 maja 1985 w Warszawie) – polski raper. Członek zespołów ZMP, Blask Ulic i Mensentis. Współtworzy duety wraz z Bojarem i Radonisem. Prowadzi także solową działalność artystyczną. Młody M współpracował ponadto m.in. z takimi wykonawcami jak: HiFi Banda, Hukos, Onar, Proceente, Mikser, Vixen oraz White House.
W 2012 roku raper, wraz z takimi wykonawcami jak Pjus, Tadek, PIH, Lukasyno czy Juras, znalazł się w honorowym komitecie poparcia Marszu Niepodległości.

## Działalność artystyczna
Działalność muzyczną zapoczątkował około roku 1999, wydając płyty nieoficjalne w tzw. podziemiu. Przełom nastąpił w 2004, kiedy to wygrywając konkurs zorganizowany przez UMC/My Music znalazł się na składance Rap eskadra 3. W 2006 z powodzeniem wziął udział w następnym konkursie, co zaowocowało pojawieniem się na trzeciej części składanki Kodex 3: Wyrok. Rok później jego utwór „To mój apel” został wybrany na singel producenckiego albumu grupy Beatowsky, wydanego przez Polskie Radio.
1 października 2008 ukazała się płyta Młodziak/Bojar – Kronika. Album został wyprodukowany w limitowanym nakładzie 200 sztuk i udostępniony za darmo w Internecie. Jego debiut – Kronika Remix – ukazał się 19 września 2009 nakładem Step Records. W nagrywaniu płyty udział wzięli m.in. PIH, Onar (Płomień 81), Ero (JWP, Bez Cenzury), Pyskaty, Rudy MRW czy Fabuła.
Jesienią 2011 roku ukazał się drugi studyjny album Młodego pt. Kronika II: Siła charakteru. Pierwszym singlem promującym album był utwór „M znów idzie” wyprodukowany przez JH z gościnnym udziałem piosenkarki Justyny Kuśmierczyk. Drugim singlem była piosenka „Ostatnie starcie” z gościnnym udziałem Onara i Temka do którego powstał teledysk. Za produkcję odpowiadał Radonis. Trzecim singlem został „Będzie dobrze” z udziałem Głowy i Inserta. Produkcją zajął się Świr. Kolejnym singlem promującym tenże album był utwór „Chcemy wygrać II” z udziałem Chady i Rastamanka, do którego powstał teledysk. Kolejnymi teledyskami promującymi album były „Nikt mi tego nie dał, nikt mi tego nie zabierze” z udziałem Słonia oraz „Na scenie”. 29 marca 2013 roku ukazał się album Młodego M i Radonisa zatytułowany Kronika III: Zaklęty krąg.

## Dyskografia
| Kronika (oraz Bojar)                     | - Data: 1 października 2008 - Wydawca: brak (nielegal) | –  |
| Kronika Remix                            | - Data: 19 września, 2009 - Wydawca: Step Records      | –  |
| Kronika II: Siła charakteru              | - Data: 15 października 2011 - Wydawca: Step Records   | –  |
| Kronika III: Zaklęty krąg (oraz Radonis) | - Data: 29 marca 2013 - Wydawca: Step Records          | 15 |
| Wiecznie Młody M                         | - Data: 28 listopada 2014 - Wydawca: Step Records      | –  |
| „–” album nie był notowany.              |                                                        |    |

| Tytuł                                                                   | Rok  | Album            |
| ----------------------------------------------------------------------- | ---- | ---------------- |
| Młody M i Bojar – „Chcemy wygrać”                                       | 2008 | Kronika          |
| Młody M i Pawbeats – „Wiecznie młodzi” (gościnnie: Justyna Kuśmierczyk) | 2014 | Wiecznie Młody M |

| Tytuł                                                 | Dane dot. albumu                             |
| ----------------------------------------------------- | -------------------------------------------- |
| Pół żartem, pół serio (EP; wraz z zespołem Mensentis) | - Data: 2004 - Wydawca: brak (nielegal)      |
| Iskra (wraz z zespołem Mensentis)                     | - Data: 17 października 2011 - Wydawca: brak |

Kompilacje różnych wykonawców
| Album                              | Rok  | Utwór | Źródło |
| ---------------------------------- | ---- | --- | ------ |
| Rap eskadra 3                      | 2005 | Młody M, DJ K-Det – „Inna rzeczywistość” | [ 15 ] |
| Prosto Mixtape Kebs                | 2012 | Młody M, Flint – „Tak miało być” | [ 16 ] |
| Legalnie w 2012                    | 2012 | Nelux – „Kontrast” (gościnnie: Młody M) | [ 17 ] |
| Step Records: rap najlepszej marki | 2014 | Bezczel, Hukos, Cira, Kajman, Sulin, Młody M, Zeus, Jopel – „Kupuję polskie rap płyty” Hukos, Cira, Onar, Sulin, Kajman, Młody M, Jopel, Komar, Z.B.U.K.U, Chada I Pih, Pawbeats – „Rap najlepszej marki” Bezczel – „Proforma 2 (Remix)” (gościnnie: Hukos, Onar, Z.B.U.K.U, Bosski Roman, Młody M, Buczer, Kobra, Zeus, Kajman, KaeN, ZdunO) Młody M – „Pozytyw.K” | [ 18 ] |

Występy gościnne
| Album                                                              | Rok  | Utwór | Źródło |
| ------------------------------------------------------------------ | ---- | --- | ------ |
| Pasja – Mixtape                                                    | 2006 | „Seksklusiv RMX” (gościnnie: Młody M) | [ 19 ] |
| Beatowsky – Beatowsky                                              | 2007 | „To mój apel” (gościnnie: Młody M) | [ 20 ] |
| White House – Kodex 3: Wyrok                                       | 2007 | „Moja droga” (gościnnie: Młody M, Czupryna, Kamyk)                                                                                                | [ 21 ] |
| Rete & Kosaaa – Unikat EP                                          | 2007 | „Musiałem to powiedzieć” (gościnnie: Młody M, Kaiteu)                                                                                             | [ 22 ] |
| Projekt ZEN – CityZen                                              | 2008 | „Ostatni raz” (gościnnie: Młody M, Tomiko, Ester)                                                                                                 | [ 23 ] |
| HiFi Banda – Fakty, ludzie, pieniądze – 5 minut mixtape            | 2008 | „Fakty, ludzie, pieniądze” (gościnnie: Orzech DHO, Bułgar, Cebul, Młody M, Flint)                                                                 | [ 24 ] |
| Ruziel/Fleczer – Na życia osiedlu                                  | 2008 | „Robimy to od dawna” (gościnnie: Młody M) | [ 25 ] |
| WuErbe – Potencjał                                                 | 2009 | „Po swoje” (gościnnie: Młody M, Gedz) | [ 26 ] |
| Elruido – Zajebisty towar                                          | 2009 | „Zajebisty towar” (Młodziak Remix) (gościnnie: Młody M)                                                                                           | [ 27 ] |
| Hazard – To ten cham vol. 1                                        | 2009 | „Zabiję Cię słowem” (gościnnie: Młody M, CBR) | [ 28 ] |
| Proceente & DJ Abdool – T.O.A.S.T. Mixtape                         | 2009 | „Ulice tętnią tym (Blend)” (gościnnie: Emazet, Rudy MRW, Młody M)                                                                                 | [ 29 ] |
| Temate/Henson – Miejski styl bycia                                 | 2009 | „To nie koniec” (gościnnie: VNM, Pyskaty, Młody M, Buszu)                                                                                         | [ 30 ] |
| Yochimu – Pierwsze cięcie                                          | 2009 | „Sedno sprawy” (gościnnie: Młody M, Jasiek MBH)                                                                                                   | [ 31 ] |
| Tomiko – Świadomość                                                | 2009 | „Nie muszę być” (gościnnie: Siwers, DDK RPK, Młody M, Parzel, Jacenty)                                                                            | [ 32 ] |
| Szops – Synonim Whiskey                                            | 2009 | „Tylko tutaj” (gościnnie: Al Paciwo, Spec PGS, Rekord, Rokson, Młody M, Onar) „Te historie” (gościnnie: Młody M)                                  | [ 33 ] |
| Onar – Jeden na milion                                             | 2009 | „Jestem z miasta (Bonus Remix)” (gościnnie: Młody M, Łysonżi)                                                                                     | [ 34 ] |
| Vixen – New-Ton                                                    | 2009 | „Przyszedłem z nikąd” (gościnnie: Młody M) | [ 35 ] |
| Remedium – Najgorsze dopiero nadejdzie                             | 2009 | „Nie chcesz tu żyć” (gościnnie: Młody M) | [ 36 ] |
| Siódmy – Fundament                                                 | 2009 | „Jestem sobą” (gościnnie: Numer Raz, Młody M) | [ 37 ] |
| Rudy MRW – Bezsenność                                              | 2009 | „KMWTW” (gościnnie: Młody M) | [ 38 ] |
| Weno – All In All                                                  | 2010 | „Wybacz mi kotku” (gościnnie: FXN, Młody M, Hawaj GdzieNajba) „Wybacz mi kotku” (Fleczer RMX) (bonus) (gościnnie: FXN, Młody M, Hawaj GdzieNajba) | [ 39 ] |
| HiFi Banda – Fakty, ludzie, pieniądze – 5 minut mixtape (reedycja) | 2010 | „Fakty, ludzie, pieniądze” (gościnnie: Orzech DHO, Bułgar, Cebul, Młody M, Flint) „System” (gościnnie: Młody M, Sagi)                             | [ 40 ] |
| Zjednoczeni W Rapie – Operacja terror                              | 2010 | „Nigdy tego nie zrozumiesz” (gościnnie: Gabi, Młody M)                                                                                            | [ 41 ] |
| Indywidualizm – Rill material                                      | 2010 | „Life is Brutal” (gościnnie: Młody M) | [ 42 ] |
| Folku & Juhacino – Dwójkę, proszę                                  | 2010 | „Tak wiele (gościnnie: Raca, Młody M)” | [ 43 ] |
| Brothers Project – Mixtape Vol. 1                                  | 2010 | „Coraz prędzej” (gościnnie: Młody M, Zachar, Marcela) „Logika betonu Remix” (gościnnie: Młody M, Fabuła)                                          | [ 44 ] |
| W Zmowie – Kilkaset słów, kilkaset sekund sławy                    | 2010 | „Ryzyko” (gościnnie: Cyklon, DDK RPK, Fu, Głowa, Kosi, Wwarstwa, Miexon, Młody M, Pils, Tomiko)                                                   | [ 45 ] |
| Słoń & Mikser – Demonologia                                        | 2010 | „Spłonka” (gościnnie: Pyskaty, Młody M) | [ 46 ] |
| Jagła – Od 90 Do 09                                                | 2010 | „Droga przez piekło (Bonus)” (gościnnie: Dezo, Nelux, Młody M)                                                                                    | [ 47 ] |
| UGC – Uprawa dystrybucja konsumpcja                                | 2010 | „Zamieszanie” (gościnnie: Młody M) | [ 48 ] |
| DYM – O poziom wyżej                                               | 2011 | „Dla niekumatych nieuchwytny” (gościnnie: Młody M)                                                                                                | [ 49 ] |
| Onar Dorosłem do rapu                                              | 2011 | „Kiedy opadnie konfetti” (gościnnie: Pyskaty, Młody M)                                                                                            | [ 50 ] |
| Fenix – Życie jest do wzięcia                                      | 2011 | „O nas, o nich” (gościnnie: Młody M) | [ 51 ] |
| Oldas – Esencja                                                    | 2011 | „Nie umiem ufać” (gościnnie: Młody M) | [ 52 ] |
| Spec & Grucha – Goście                                             | 2011 | „True Colors” (gościnnie: Raca, Młody M, Dj Tort)                                                                                                 | [ 53 ] |
| Małaz – Niewygodny gracz                                           | 2011 | "Życie powiedziało 'Siema!'” (gościnnie: Młody M, VNM, Shorty, Gedz)                                                                              | [ 54 ] |
| 101 Decybeli – Pomiędzy bitami                                     | 2011 | „Nie wiem” (gościnnie: Młody M, Tomiko) „Moje (Reedycja)” (gościnnie: Młody M, Te-Tris, Kajman)                                                   | [ 55 ] |
| Kubiszew, Zbylu – Rachunek jest prosty                             | 2012 | „Rodzę się codziennie” (gościnnie: PeeRZet, Młody M)                                                                                              | [ 56 ] |
| Hukos – Knajpa upadłych morderców                                  | 2012 | „Z nami nie byli” (gościnnie: Młody M, Chada) | [ 57 ] |
| Vixen – Kontinuum                                                  | 2012 | „New Age” (gościnnie: Młody M) | [ 58 ] |
| AdE – Perła południa                                               | 2013 | „Człowiek czynu” (gościnnie: Młody M) | [ 59 ] |
| Greg – Składak                                                     | 2013 | „Nikt mi tego nie dał, nikt mi tego nie zabierze” (gościnnie: Młody M, Słoń)                                                                      | [ 60 ] |
| Kajman – Prototyp                                                  | 2013 | „Definicja: Hater” (gościnnie: DJ BRK, Onar, Młody M, Hukos)                                                                                      | [ 61 ] |
| Łysonżi – Browka szpinak                                           | 2014 | „Każdy” (gościnnie: Lilu, Młody M) | [ 62 ] |

## Teledyski
| Tytuł | Rok  | Reżyseria/Realizacja                   | Album                              | Źródło |
| --- | ---- | -------------------------------------- | ---------------------------------- | ------ |
| „La, la, la” (gościnnie: Rudy MRW)                                                                                              | 2009 | 9mm Films                              | Kronika Remix                      | [ 63 ] |
| „Logika betonu” (gościnnie: PIH, Fabuła)                                                                                        | 2009 | Maciej Przygoda, delaflow.com          | Kronika Remix                      | [ 64 ] |
| „Nie szukam zrozumienia” (gościnnie: Onar)                                                                                      | 2009 | NuCity                                 | Kronika Remix                      | [ 65 ] |
| „Chcemy wygrać” (gościnnie: Pyskaty, Ero)                                                                                       | 2010 | 9mm Filmz                              | Kronika Remix                      | [ 66 ] |
| „Ostatnie starcie” (gościnnie: Onar, Temek)                                                                                     | 2011 | 9mm Filmz                              | Kronika II: Siła charakteru        | [ 67 ] |
| „Chcemy wygrać II” (gościnnie: Chada, Rastamaniek)                                                                              | 2011 | ToczyVideos                            | Kronika II: Siła charakteru        | [ 68 ] |
| „Nasze ulice” (gościnnie: Justyna Kuśmierczyk)                                                                                  | 2011 | 9mm Filmz                              | Kronika II: Siła charakteru        | [ 69 ] |
| „Nikt mi tego nie dał, nikt mi tego nie zabierze” (gościnnie: Słoń)                                                             | 2011 | 9mm Filmz                              | Kronika II: Siła charakteru        | [ 70 ] |
| „Na scenie” | 2012 | Fabuła Video                           | Kronika II: Siła charakteru        | [ 71 ] |
| „Wolni” (oraz Radonis; gościnnie: Vixen, Jopel, Dj Ace)                                                                         | 2013 | Paweł Poździk (sensi&)                 | Kronika III: Zaklęty krąg          | [ 72 ] |
| „Na uwięzi” (oraz Radonis) | 2013 | Pawel Pozdzik, Dawid Branecki (sensi&) | Kronika III: Zaklęty krąg          | [ 73 ] |
| „Nie patrzę na innych” (oraz Radonis; gościnnie: Kajman, Pezet)                                                                 | 2013 | R5 Films                               | Kronika III: Zaklęty krąg          | [ 74 ] |
| „Zaklęty krąg” (oraz Radonis)                                                                                                   | 2013 | 9mm filmz                              | Kronika III: Zaklęty krąg          | [ 75 ] |
| „Kiedy zapada zmrok” (oraz Radonis)                                                                                             | 2013 | –                                      | Kronika III: Zaklęty krąg          | [ 76 ] |
| „Dobre życie” (oraz Radonis; gościnnie: Insert, Justyna Kuśmierczyk)                                                            | 2013 | 9mm filmz                              | Kronika III: Zaklęty krąg          | [ 77 ] |
| „Wiecznie młodzi” (gościnnie: Justyna Kuśmierczyk)                                                                              | 2014 | M.L. Filmz                             | Wiecznie Młody M                   | [ 78 ] |
| „Tyle czasu na ból” | 2014 | 9Liter Filmy                           | Wiecznie Młody M                   | [ 79 ] |
| „Nie gniewać się na los” | 2014 | M.L. Filmz                             | Wiecznie Młody M                   | [ 80 ] |
| „#Hot16Challenge” | 2014 | –                                      | –                                  | [ 81 ] |
| Gościnnie |      |                                        |                                    |        |
| El Shiwo – „Detronizacja” | 2010 | –                                      | Pół na pół                         | [ 82 ] |
| Dezo/Nelux – „Droga przez piekło”                                                                                               | 2010 | Tomczak/Klemens                        | –                                  | [ 83 ] |
| Kaszpir – „Nie pytaj mnie” (gościnnie: Młody M, Chada, Żaru)                                                                    | 2014 | M.L. Filmz                             | Apogeum                            | [ 84 ] |
| Bezczel – „Proforma 2 RMX” (gościnnie: Hukos, Onar, Zeus, Z.B.U.K.U, Bosski Roman, Młody M, Buczer, Kobra, Kajman, KaeN, ZdunO) | 2014 | M.L. Filmz                             | Step Records: rap najlepszej marki | [ 85 ] |
| Inne |      |                                        |                                    |        |
| Kajman, Młody M, Hukos, Cira, Zeus, Jopel, Sulin, Bezczel – „Kupuję polskie rap płyty”                                          | 2013 | –                                      | Step Records: rap najlepszej marki | [ 86 ] |
| Młody M – „Pozytyw.K” | 2014 | M.L. Filmz                             | Step Records: rap najlepszej marki | [ 87 ] |